# Sferna trigonometrija
Sfêrna trigonometríja je veja matematike, ki se ukvarja z mnogokotniki na krogli — sferi. Najpogosteje obravnava sferne trikotnike.
Sferna trigonometrija je del sferne geometrije. Izredno pomembna je za astronomijo in navigacijo na površini Zemlje in v vesolju.

## Razvoj sferne trigonometrije
Prvi so pričeli reševati probleme povezane s sferno trigonometrijo že v starem Babilonu in starem Egiptu pred 4000 leti. Njihovo delo na tem področju je bilo povezano z gibanjem ozvezdij po nebesni krogli. Med grškimi matematiki je bil Avtolik iz Pitane (okoli 360 pr. n. št.) prvi, ki je pisal o geometriji na krogli. Hiparh je v letih okoli 140 pr. n. št. našel nekaj metod, ki jih je uporabil za izdelavo zvezdnih kart. Teodozij, prav tako iz Pitane, je napisal delo Sfera, ki je bilo popoln prikaz sferne geometrije, in je služilo kot priročnik kasnejšim matematikom, ter dalo matematično osnovo za delo v astronomiji. Menelaj iz Aleksandrije je okoli leta 98 pr. n. št. našel izrek o vsoti notranji kotov v trikotniku na sferi. Klavdij Ptolemaj iz Aleksandrije je med letoma 125 in 150 našel metode za izračun pravokotnega in poševnokotnega trikotnika. Iz Indije izvirajo prvi zametki kosinusnega izreka. Na osnovi odkritij indijskih in starogrških matematikov so arabski matematiki naredili velik korak naprej v sferni trigonometriji. Omeniti je treba matematika z imenom Abu'Abdalah Mohamed ibn Džabir ibn-Sinan al-Raki al-Harani as-Sabi' Albatani ali Albatani (okoli leta 900), pomembna pa sta bila še Abul Vefa in Nasir Edin Tusi (okoli leta 1250 n. št.).
Prvo večje delo o sferni trigonometriji je napisal arabski matematik Al-Jayyani (Abu Abd Allah Muhammad ibn Muad Al-Jayyani) že leta 1060. Vsa velika potovanja in z njimi povezana odkritja v [15. stoletju so bila podprta z novimi metodami, ki jih je prinesla sferna trigonometrija. François Viète (Franciscus Vieta) je v 16. stoletju našel za polarni trikotnik kosinusov izrek. John Napier (Neper) je našel trigonometrične funkcije v bolj uporabni obliki. Leonhard Euler je prvi zapisal sferične trigonometrične funkcije v obliki, ki se jo uporablja sedaj. Med matematiki, ki so veliko prispevali k novim odkritjem v sferni trigonometriji, so še Simon L’Huilier, Jean-Baptiste Joseph Delambre, Carl Friedrich Gauss, Adrien-Marie Legendre in David Hilbert. V 19. in 20. stoletju se je močno razvila neevklidska geometrija in sferna trigonometrija je našla svoje mesto tudi v splošni teoriji relativnosti.

## Sferni trikotnik
Na površini krogle je veliki krog nekaj podobnega kot premica v ravnini. Veliki krog je krožnica, katere središče sovpada s središčem krogle. To je po dolžini največji možni krog na povšini krogle. Loki velikega kroga predstavljajo najkrajšo razdaljo med dvema točkama na površini krogle. Površina, ki jo omejujejo loki velikega kroga, se imenuje sferični mnogokotnik. Za razliko od mnogokotnikov v ravnini je na krogli možen tudi dvokotnik.
Sferni trikotnik ali Eulerjev trikotnik določajo z loki velikega kroga povezane tri točke, ki niso na isti veliki krožnici (glej sliko). Če z velikimi krogi povežemo na površini krogle tri točke, ki ne ležijo na enem velikem krogu in niti po dve med njimi niso diametralne, dobimo osem sfernih trikotnikov in šest točk presekov velikih krogov na površini krogle. 
Stranice sfernih trikotnikov se ne merijo v dolžinskih enotah ampak v kotnih (radian), ker vsako stranico lahko določimo s kotom pod katerim gledamo njene skrajne točke. V resnici lahko tudi pomnožimo kot s polmerom krogle in dobimo dolžino loka, ki pripada stranici. 
Sferni trikotnik določajo koti in stranice. Stranice niso podane s svojo dolžino ampak s kotom, ki pripada loku stranice.

## Splošni sferni trikotnik
V sfernem trikotniku naj bodo stranice a, b in c. Koti naj bodo označeni z α, β in γ. (glej sliko na desni).

### Sinusni izreki
{\displaystyle {\frac {\sin \alpha }{\sin a}}={\frac {\sin \beta }{\sin b}}={\frac {\sin \gamma }{\sin c}}}

### Kosinusni izreki za stranice
{\displaystyle \mathbf {\cos a=\cos b\cdot \cos c+\sin b\cdot \sin c\cdot \cos \alpha } }
{\displaystyle \cos b=\cos c\cdot \cos a+\sin c\cdot \sin a\cdot \cos \beta }
{\displaystyle \cos c=\cos a\cdot \cos b+\sin a\cdot \sin b\cdot \cos \gamma }

### Kosinusni izreki za kote
{\displaystyle \mathbf {\cos \alpha =-\cos \beta \cdot \cos \gamma +\sin \beta \cdot \sin \gamma \cdot \cos a} }
{\displaystyle \cos \beta =-\cos \gamma \cdot \cos \alpha +\sin \gamma \cdot \sin \alpha \cdot \cos b}
{\displaystyle \cos \gamma =-\cos \alpha \cdot \cos \beta +\sin \alpha \cdot \sin \beta \cdot \cos c}

### Kotangensna pravila
{\displaystyle \mathbf {\cot a\cdot \sin b=\cos b\cdot \cos {\boldsymbol {\gamma }}+\sin {\boldsymbol {\gamma }}\cdot \cot {\boldsymbol {\alpha }}} }
{\displaystyle \cot a\cdot \sin c=\cos c\cdot \cos \beta +\sin \beta \cdot \cot \alpha }
{\displaystyle \cot b\cdot \sin c=\cos c\cdot \cos \alpha +\sin \alpha \cdot \cot \beta }
{\displaystyle \cot b\cdot \sin a=\cos a\cdot \cos \gamma +\sin \gamma \cdot \cot \beta }
{\displaystyle \cot c\cdot \sin a=\cos a\cdot \cos \beta +\sin \beta \cdot \cot \gamma }
{\displaystyle \cot c\cdot \sin b=\cos b\cdot \cos \alpha +\sin \alpha \cdot \cot \gamma }

### Izreki za polovične kote
{\displaystyle \sin {\frac {\alpha }{2}}={\sqrt {\frac {\sin(s-b)\cdot \sin(s-c)}{\sin b\cdot \sin c}}}}
{\displaystyle \sin {\frac {\beta }{2}}={\sqrt {\frac {\sin(s-c)\cdot \sin(s-a)}{\sin c\cdot \sin a}}}}
{\displaystyle \sin {\frac {\gamma }{2}}={\sqrt {\frac {\sin(s-a)\cdot \sin(s-b)}{\sin a\cdot \sin b}}}}
{\displaystyle \cos {\frac {\alpha }{2}}={\sqrt {\frac {\sin(s)\cdot \sin(s-a)}{\sin b\cdot \sin c}}}}
{\displaystyle \cos {\frac {\beta }{2}}={\sqrt {\frac {\sin(s)\cdot \sin(s-b)}{\sin c\cdot \sin a}}}}
{\displaystyle \cos {\frac {\gamma }{2}}={\sqrt {\frac {\sin(s)\cdot \sin(s-c)}{\sin a\cdot \sin b}}}}
{\displaystyle \tan {\frac {\alpha }{2}}={\frac {\tan {\sigma }}{\sin(s-a)}}}
{\displaystyle \tan {\frac {\beta }{2}}={\frac {\tan {\sigma }}{\sin(s-b)}}}
{\displaystyle \tan {\frac {\gamma }{2}}={\frac {\tan {\sigma }}{\sin(s-c)}}}
kjer je
{\displaystyle s={\frac {a+b+c}{2}}}
{\displaystyle \sigma ={\frac {1}{2}}\cdot (\alpha +\beta +\gamma )}

#### Izreki za polovične stranice
{\displaystyle \sin {\frac {a}{2}}={\sqrt {\frac {-\cos \sigma \cdot \cos(\sigma -\alpha )}{\sin \beta \cdot \sin \gamma }}}}
{\displaystyle \sin {\frac {b}{2}}={\sqrt {\frac {-\cos \sigma \cdot \cos(\sigma -\beta )}{\sin \gamma \cdot \sin \alpha }}}}
{\displaystyle \sin {\frac {c}{2}}={\sqrt {\frac {-\cos \sigma \cdot \cos(\sigma -\gamma )}{\sin \alpha \cdot \sin \beta }}}}
{\displaystyle \cos {\frac {a}{2}}={\sqrt {\frac {\cos(\sigma -\beta )\cdot \cos(\sigma -\gamma )}{\sin \beta \cdot \sin \gamma }}}}
{\displaystyle \cos {\frac {b}{2}}={\sqrt {\frac {\cos(\sigma -\gamma )\cdot \cos(\sigma -\alpha )}{\sin \gamma \cdot \sin \alpha }}}}
{\displaystyle \cos {\frac {c}{2}}={\sqrt {\frac {\cos(\sigma -\alpha )\cdot \cos(\sigma -\beta )}{\sin \alpha \cdot \sin \beta }}}}
{\displaystyle \tan {\frac {a}{2}}=\tan r\cdot \cos(\sigma -\alpha )}
{\displaystyle \tan {\frac {b}{2}}=\tan r\cdot \cos(\sigma -\beta )}
{\displaystyle \tan {\frac {c}{2}}=\tan r\cdot \cos(\sigma -\gamma )}
kjer je
{\displaystyle \sigma ={\frac {1}{2}}\cdot (\alpha +\beta +\gamma )}

## Pravokotni sferni trikotnik
Posebna oblika sfernega trikotnika je pravokotni sferni trikotnik. Trikotnik na krogli lahko ima tudi tri prave kote. Kot γ naj bo pravi kot. Potem za ostale kote in stranice velja:
{\displaystyle \,\cos c=\cos a\cdot \cos b}
{\displaystyle \,\sin a=\sin c\cdot \sin \alpha }
{\displaystyle \,\sin b=\sin c\cdot \sin \beta }
{\displaystyle \,\cos \alpha =\cos a\cdot \sin \beta }
{\displaystyle \,\cos \beta =\cos b\cdot \sin \alpha }
{\displaystyle \,\cos c=\cot \alpha \cdot \cot \beta }
{\displaystyle \,\sin a=\tan b\cdot \cot \beta }
{\displaystyle \,\sin b=\tan a\cdot \cot \alpha }
{\displaystyle \,\cos \alpha =\tan b\cdot \cot c}
{\displaystyle \,\cos \beta =\tan a\cdot \cot c}
{\displaystyle \,\tan \ a=\tan c\cdot \cos \beta }
{\displaystyle \,\tan \ b=\tan c\cdot \cos \alpha }